# Limonia pristomera
Limonia pristomera är en tvåvingeart som beskrevs av Alexander 1972. Limonia pristomera ingår i släktet Limonia och familjen småharkrankar. Inga underarter finns listade i Catalogue of Life.